# Traduzione implicita
Il concetto di traduzione implicita è stato definito da Edward Balcerzan, traduttore, critico e scrittore polacco ed è stato ripreso dal teorico cecoslovacco della traduzione Anton Popovič nel suo saggio La scienza della traduzione. Aspetti metodologici. La comunicazione traduttiva.
Consiste nell'inserimento nel metatesto di segmenti del prototesto da parte dell'autore che intende usare questi elementi nel suo nuovo testo. Non si tratta di plagio perché nella lingua originale si ricostruiscono solo alcuni frammenti dell'opera in lingua straniera e queste parti acquistano una nuova funzione e un nuovo significato, inoltre per il lettore non è essenziale l'originalità ma solo l'effetto comunicativo.